# Konfutacja Wyznania augsburskiego
Konfutacja (Obalenie) Wyznania augsburskiego (Konfesji augsburskiej) – odpowiedź strony katolickiej na Wyznanie augsburskie z 1530 roku.
Traktat powstał z inicjatywy książąt i przywódców katolickich w Niemczech, na zamówienie cesarza. Na czele powołanej komisji teologicznej stał Johann Eck razem ze swymi współpracownikami Johannem Faberem, Konradem Wimpiną oraz Johanem Cochlaeusem. Polecono im by powstrzymali się od konfrontacyjnego tonu. Cesarz odrzucił kilka wersji roboczych dokumentu. Miał on początkowo 280 stron, ostatecznie zostawiono jedynie dwanaście.
Dokument zaakceptowano dnia 22 lipca 1530 roku jako Responsio Confessionis Augustanae – Odpowiedź na Wyznanie augsburskie i nazwano później Confutatio pontificia, Konfutacją pontyfikalną (papieską – od tytułu papieskiego pontifex, pontificus).
Konfutację dnia 3 sierpnia 1530 odczytano przed sejmem w Augsburgu, w tej samej sali, w której wcześniej odczytana była Konfesja.
Konfutacja, nawet przez samych katolików była na tyle uznana za złą, że po jej odczytaniu nie udostępniono pisemnej kopii. Po niemiecku ukazała się dopiero po prawie trzystu latach, w 1808 r.
W odpowiedzi na Konfutację Filip Melanchton napisał Obronę Wyznania augsburskiego.